# Pycnodytis erebaula
Pycnodytis erebaula är en fjärilsart som beskrevs av Edward Meyrick 1925. Pycnodytis erebaula ingår i släktet Pycnodytis och familjen stävmalar. Inga underarter finns listade i Catalogue of Life.